# Martín Castro (payador)
Martín Castro (Merlo, provincia de Buenos Aires, Argentina, 16 de febrero de 1882-7 de abril de 1971), apodado «El payador rojo», fue un cantor, compositor y poeta folclórico anarquista argentino, de ideología anarcocomunista o comunista libertario. Sus obras fueron interpretadas por artistas del tamaño de Hugo del Carril, Alberto Castillo, Horacio Guarany y Antonio Tormo. Murió en  7 de abril de 1971.

## Biografía
Hijo de Martín Castro y Doña María Lecumberry Ypar, ambos  entrerrianos, nació en Merlo, provincia de Buenos Aires, el 16 de febrero de 1882. Según el mismo cuenta en un reportaje que donde nació “había en el lugar unas pocas casas perdidas, la iglesia y la comisaría. Pero los maestros eran prácticamente desconocidos.” en referencia a cómo era la localidad de Merlo. Huérfano de padre en 1890, debió empezar a trabajar ya de niño y no fue nunca escolarizado. Dice Martín Castro que llegó “a mozo sin conocer las cinco primeras letras del alfabeto. Mucho me costó aprender lo poquito que sé; quizás aprendí más en el andar de la vida que en los libros, pero no puedo desconocer que por medio de las letras me he podido comunicar...”. Y agregó en otra ocasión:“Nunca tuve maestros que me enseñaran a leer ni a escribir, no fui un solo día a la escuela y eso no es bonito. No es lindo decir que uno es ignorante, pero aprendí rodando por los caminos. Aprendí solo y con mis amigos a leer y a hacer versos”. Al respecto, supo recordar que hacia los trece años pudo rimar sus primeros esbozos poéticos, sin saber muy bien como los hacía. También la guitarra fue su compañera temprana, y al respecto alguna vez supo referir que fue su madre quien le enseñó a tocar en ella el ritmo de milonga que lo acompañaría en sus incontables presentaciones durante su larga vida.
Criado en la zona rural, trabajó desde muy chico como peón de patio en la estancia “La Choza” de Bernardo de Irigoyen, en Gral. Rodríguez. Ya cuando mozo, trabajando de albañil, se avecinó a los suburbios y centros proletarios. Y comenzó cantarle a esos dos paisajes, a esos dos mundos: evocó al gaucho y sus costumbres, cantó al obrero y las injusticias. “Hay una exacta alternancia entre el campo y la ciudad; entre el cardo de las soledades gauchas y el yuyo de los arrabales proletario. En su rebeldía une a ambos universos de desdichas.” En la vasta obra de Martín Castro (casi por completo desaparecida) se advierten estas dos corrientes inspiradoras.
Por la década del '20 cantaba y recitaba sus versos en algunas glorietas de la Ciudad de Buenos Aires: "La Aulita" en San Juan y Boedo, "La Tradición" de Colombres y Carlos Calvo, y en el parque Goal, donde termina hoy la Avenida de Mayo. Y más allá del éxito de algunos de sus temas (tal el caso de “El Huérfano"), siempre vivió dignamente pero, con lo justo, producto de sus labores, entre otras, como albañil, al frente de un corralón, o posteriormente de su empleo en Salud Pública. Por eso dijo alguna vez: “Yo no he tenido éxito como poeta, he tenido éxito como amigo”. Y vale aquí una referencia de Martín Castro a su amigo D. Justo Monroy: “Lo conocí por el barrio de Boedo (...). Tenía una casa de forrajes, "cinco chatas armadas con buenos fletes, conocida en el Once, por ‘La Tropa del Porteño’. En esos tiempos yo cantaba por glorietas de Boedo; en San Juan y Colombres y Parque de los Patricios, etc. Un día vino a verme y me dijo: He comprado dos lotes de terreno en Ciudadela y los he puesto a su nombre, aquí tiene los papeles, yo le mando con mis chatas todos los materiales y usted que es albañil, se levanta el rancho”. Y esa fue la morada que habitó hasta sus últimos días.

## Su obra: rebeldía y verdad
Publicó una veintena de libros, ya inconseguibles. Sus poemas más célebres son "Guitarra Roja", "El huérfano", "La duda", "Juancho, el desertor", interpretados por diversos cantantes de renombre. De sus composiciones explicó que “...en mis versos, nunca me he preocupado por la forma, que quedaran bien y que fueran bonitos. Lo que siempre he cuidado, y a veces a expensas de la forma, fue la idea. Mis versos eran ideas. Y así como tales, yo las cantaba acompañado de mi guitarra.” La primera idea es la rebeldía: lucha por la justa causa de ponerle voz al drama de los oprimidos y desposeídos; adhiere al anarquismo, movimiento en boga en las décadas iniciales del siglo XX. Dice el payador sobre su filiación política: “He estado en el anarquismo, entendí el anarquismo, y todavía lo entiendo hoy .(...) El anarquismo exacto es como el cristianismo, pura bondad”.
El aviso de su nombre en un bodegón, glorieta o salón popular, era suficiente para convocar al público trabajador, el que entusiasta se congregaba “al solo anuncio de que el “El Cantor del Pueblo” figuraba en el programa”. Y junto con el público era común se hicieran presente un par de agentes de policía de la comisaría de la zona, la que casi con seguridad terminaría visitando como consecuencia de los reclamos sociales de su canto, que como reafirmó Américo Barrios evocando su desaparición: “Su verso se adornaba de música pero contenía la pólvora de la rebelión social”. Por suerte, de aquellas detenciones pudo salir indemne, ya que como contaba “Nunca me apalearon... mis versos me salvaron... porque no había policía que no los hubiera leído...”
Este pacífico revolucionario que esgrimía el arma del canto, la guitarra y su verdad, fue un continuador del reclamo hernandiano, o si se quiere, un precursor de la canción de protesta; vale entonces leer lo que expresara Ernesto Sábato: “Él ha sido el gran payador anarquista de nuestro país. Un anarquista que, por supuesto, canta -también- a la bandera azul y blanca. Como gran criollo que es. ¡Canciones de protesta! Creen que es una novedad... Pasa que los que antes la hacían iban a la cárcel. Los que las hacen ahora, en cambio, ganan millones con los discos.”
Poco dado a expresar preferencias literarias, quizás, como le confiara a Lafuente,“Yo debo confesar que el poeta Alberto Ghiraldo fue mejor que todos nosotros, que todos aprendimos de él”. Asimismo, aunque afecto al canto repentista del payador -en el que admiraba a Acosta García y a García Morel-, no gustaba de trenzarse en contrapuntos, prefiriendo presentarse como solista; es que del canto alterno opinó: “¡Es un arte muy difícil... y para no hacerlo muy bien, más vale no hacerlo!" En cuanto al decir gaucho, estuvo en la línea de los poetas de la primera mitad del siglo XX, donde los dramas rurales tuvieron amplia repercusión popular, tal el caso de su “Juancho el desertor”, de “La Duda” o “Rastros que acusan”, por citar tan solo tres poemas.
Muchos han sido los intérpretes de sus versos que han quedado en el registro discográfico, desde Ignacio Corsini a Horacio Guarany, pasando por Edmundo Rivero, Alberto Merlo, Oscar del Cerro, Héctor del Valle o José Curbelo y Roberto Ayrala, por citar tan sólo algunos.
En su larga vida de poeta y cantor supo granjearse el cariño y el afecto del pueblo trabajador que siempre le fue fiel, y que llevó a que Bernardo Verbisky lo denominara: en, como “El más completo de los poetas populares”. A la fecha tres calles bonaerenses recuerdan su nombre (en Ituzaingó, Merlo. Campana y ciudadela

## Fallecimiento
Falleció el 7 de abril de 1971 a los 89 años de edad. En su tumba se escribieron estos versos que le pertenecen: «Con la sencillez de un nardo murió la carne del hombre pero no murió su nombre, ni la obra moral del bardo. Sus ejemplos como un dardo, perduran en nuestro ideal; la parca, ley natural, nos arrebató su vida pero la obra concebida es un símbolo inmortal.»

## Discografía (selección)
- 1966: Horacio Guarany canta a Martín Castro (incluye Así transita el mundo, Y no canté para ti, De vuelta al nido, Orgullo gaucho, Semillas, El huérfano, Añoranzas, Payador).
- Los anarquistas 1904-1936. Marchas y canciones de lucha de los obreros anarquistas argentinos." (Con guion de Osvaldo Bayer y la voz de Héctor Alterio. Figuran  Guitarra roja" y  "Sacco y Vanzetti" en voz de Martín Castro, grabaciones del año 1928).